# 永顺街道 (迁安市)
永顺街道是中华人民共和国河北省唐山市迁安市下辖的一个街道办事处。

## 行政区划
永顺街道下辖以下村级行政区划单位：
永惠社区、永顺社区、花园社区、青杨社区、安顺社区、迁钢社区、燕祥社区、安康社区、颐景园社区、殷柳庄社区、王家园社区、苏新社区、民安社区、西里铺一社区、西里铺二社区、馨香园社区、君和社区、星远社区、碧桂园社区、香巴拉社区、惠泉社区、锦鸿社区、建设村、杨庄子村、北关村、吉兰庄村、三里营村、刘纸庄村、吴纸庄村、黄纸庄村、刘季庄村、黄台庄村、西关村、南关村、公平村、合理村、发展村、周洪庄村、小寨村、梨行村、小营村、吴庄村、张庄村、刘庄村、平房新庄村、赵庄村、潘营村、白庄村、大魏庄村、陈庄村、杨团堡村、小李庄村、东周官营村、王崖村、马家村、白沙坡村、苏各庄村、新李庄村、凌庄村、洼庄村、西夹河村、西里铺村、蔡滩子村、四体村、大蔡庄村。